# Prostitution aux Tuvalu
La prostitution aux Tuvalu est une activité légale aux Tuvalu.

## Description
La prostitution est légale aux Tuvalu, mais vivre des revenus de prostituées, le proxénétisme, la tenue de lupanar et le racolage sont illégaux en vertu du Code pénal.
UNAIDS estime à 10 le nombre de prostituées sur les îles.